# Chiesa di Santa Maria Nascente e Sant'Antonio Abate
La chiesa di Santa Maria Nascente e Sant'Antonio Abate è la parrocchiale di Cassinetta di Lugagnano, in città metropolitana ed arcidiocesi di Milano; fa parte del decanato di Abbiategrasso.

## Storia

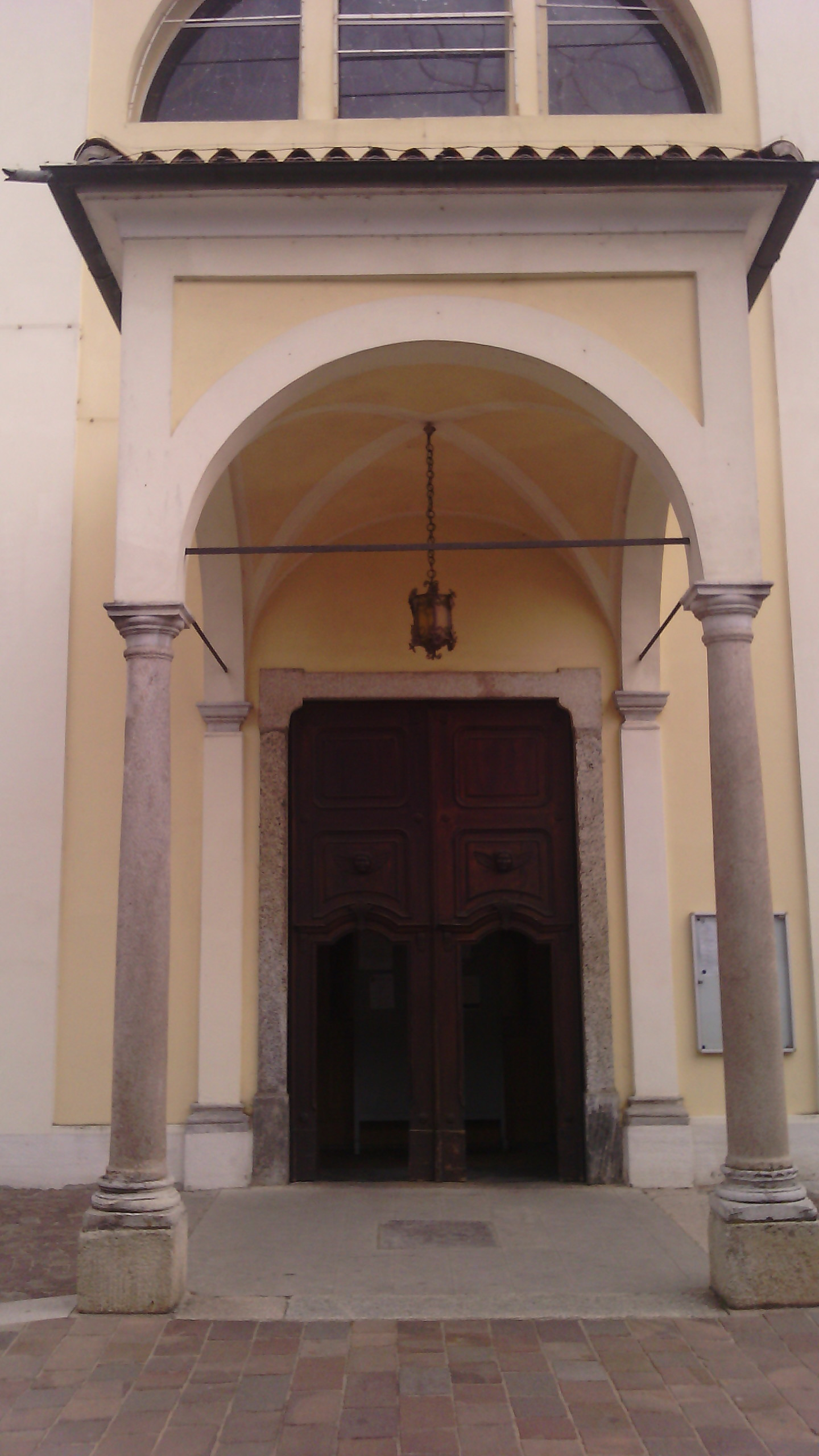
Il protiro

L'originaria chiesa di Cassinetta venne costruita nel 1435 per volere del nobiluomo milanese Maffiolo Birago; dalla relazione della visita pastorale del 1455 dell'arcivescovo di Milano Gabriele Sforza si apprende che essa era già parrocchiale.
Tra i secoli XVII e XVIII, come si desume dagli atti relativi alla visita del 1760 dell'arcivescovo Giuseppe Pozzobonelli, vi erano tre confraternite dedicate al Santissimo Sacramento, alla Dottrina Cristiana e alla Santa Croce; in quell'anno il numero dei fedeli era 608, salito a 691 nel 1779.
All'inizio del XIX secolo la chiesa venne dotata di tre nuovi altari grazie all'interessamento del parroco.
Nel 1897 l'arcivescovo Andrea Carlo Ferrari, compiendo la sua visita pastorale, annotò che i fedeli ammontavano a 1450 e che la parrocchiale, in cui aveva sede la confraternita del Santissimo Sacramento, aveva come filiali gli oratori di Sant'Antonio da Padova, di Sant'Anna, dell'Addolorata e di San Giuseppe.
La chiesa passò dal vicariato di Corbetta al decanato di Abbiategrasso nel 1972; l'edificio venne poi restaurato tra il 1971 ed il 1977 e nuovamente tra il 2018 e il 2019.

## Descrizione

### Facciata
La facciata a salienti della chiesa, anticipata dal protiro sorretto da due colonne e voltato a crociera, è scandita da lesene e presenta al centro il portale d'ingresso e una grande finestra semicircolare.

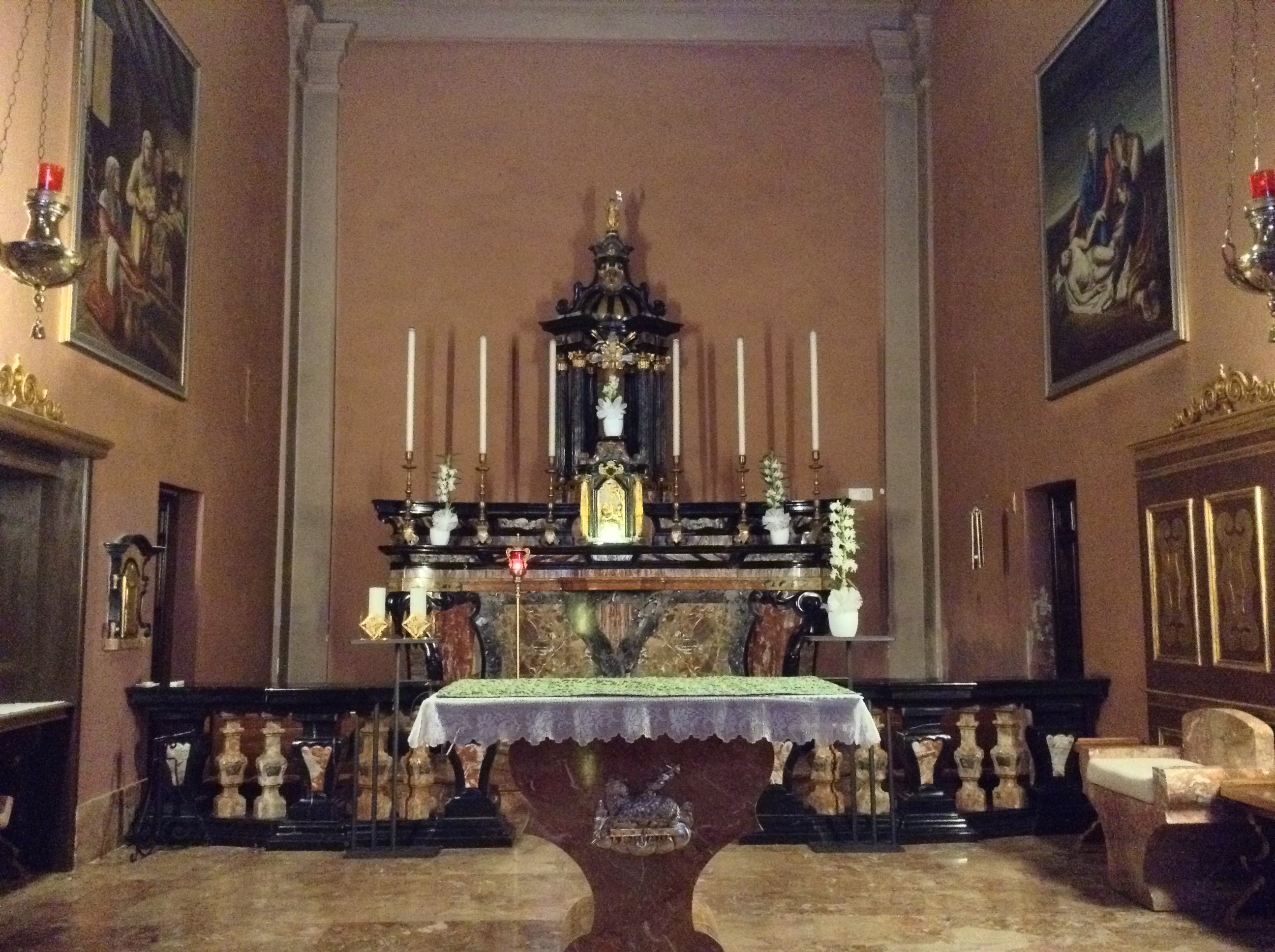
Il presbiterio

Annesso alla parrocchiale è il campanile a base quadrata; la cella presenta su ogni lato una monofora sormontata da un timpano triangolare.

### Interno
L'interno dell'edificio è suddiviso in tre navate da pilastri sorreggenti archi a tutto sesto, sopra cui corre la cornice modanata, sulla quale si imposta la volte a botte; al termine dell'aula si sviluppa il presbiterio, chiuso dall'abside quadrangolare.